# Beleth

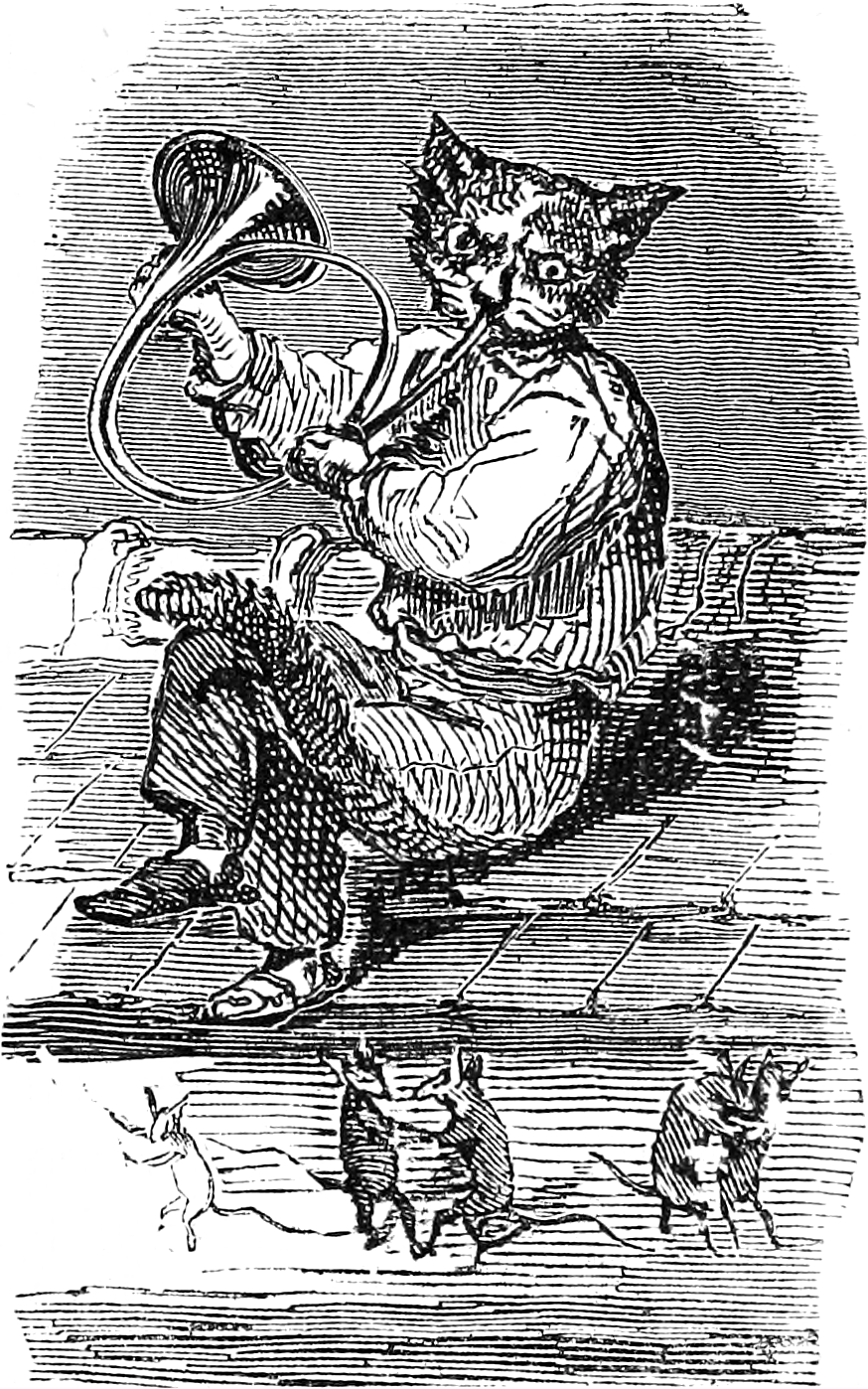
Illustrazione di Beleth dal "Dictionnaire Infernal" di Jacques Collin de Plancy.

Beleth (a volte indicato come Bileth, Bilet o Byleth) è un demone del folklore tardorinascimentale, uno dei re dell'inferno. Si fa vedere seduto su un cavallo bianco, preceduto dal suono di trombe e di musicisti di ogni genere. Indossa un anello d'argento ad un dito della mano sinistra.
Secondo il Malleus Maleficarum Beleth è un demone diurno femminile dall'aspetto piacente e coi boccoli biondi, comanderebbe 85 legioni di demoni, portando lo spirito dell’amore fra uomo e donna.
Secondo il catalogo Pseudomonarchia Daemonum, il figlio di Noè è il primo ad averlo invocato dopo il Diluvio universale e ha scritto un libro sulla matematica grazie al suo aiuto.